# Julio Maldonado
Julio Wilman Maldonado Quintanilla (ur. 24 października 1976) – gwatemalski zapaśnik walczący w stylu klasycznym. Zajął 34 miejsce na mistrzostwach świata w 2005. Czwarty na igrzyskach panamerykańskich w 1999. Zdobył trzy brązowe medale na mistrzostwach panamerykańskich w 2002, 2004 i 2005. Najlepszy na igrzyskach Ameryki Centralnej w 2006 roku. Trener zapasów.